# Sơn linh Hải Nam
Sonerila hainanensis là một loài thực vật có hoa trong họ Mua. Loài này được Merr. miêu tả khoa học đầu tiên năm 1923.